# Libnotes (Goniodineura) erythromera
Libnotes (Goniodineura) erythromera is een tweevleugelige uit de familie steltmuggen (Limoniidae). De soort komt voor in het Australaziatisch gebied.